# Deriba
De Deriba is met 3042 meter hoogte de hoogste berg van Soedan. De berg ligt in het westen van het land in de regio Darfur. De Deriba maakt deel uit van de Jebel Marra dat van vulkanische oorsprong is.